# Cosmia olivescens
Cosmia olivescens là một loài bướm đêm trong họ Noctuidae.